# 複對數

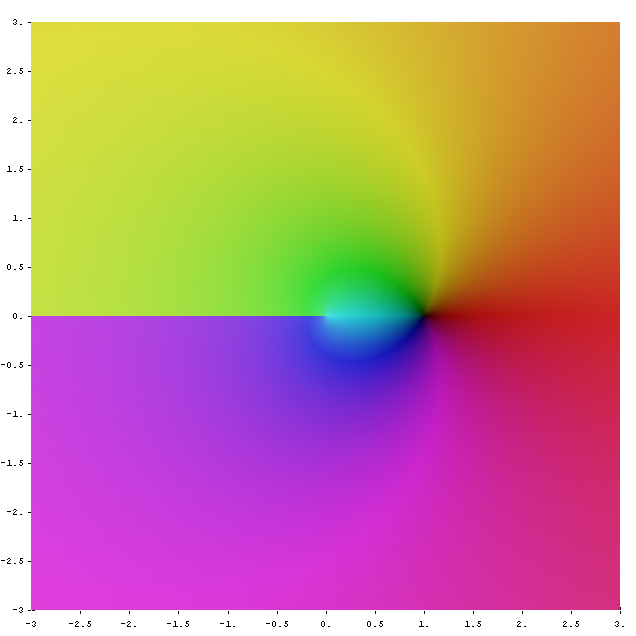
複對數的一個分支。其色相表示複對數的辐角（極坐標下相對原點的角度），其顏色的飽和度及亮度表示複對數的绝对值。圖片的檔案頁中有列出其顏色對應的數值

複對數（英語：Complex logarithm）為自然對數延伸到非零复数的函數，是以下兩個定義中的一個，這兩個定義彼此也密切相關：
- 非零複數{\displaystyle z}的複對數，定義為可以使{\displaystyle e^{w}=z}的任意複數{\displaystyle w}[1][2]。此複數{\displaystyle w}可以表示為{\displaystyle \log z}[1]。若{\displaystyle z}以極坐標表示為{\displaystyle z=re^{i\theta }}，其中{\displaystyle r}和{\displaystyle \theta }是實數，{\displaystyle r>0}，則{\displaystyle \ln r+i\theta }是{\displaystyle z}的一個複對數，{\displaystyle z}的所有複對數會是{\displaystyle \ln r+i\left(\theta +2\pi k\right)}，其中的{\displaystyle k}為整數[1][2]。對數會在複數平面上在一條垂直線上等距排列。
- 複數值函數{\displaystyle \log \colon U\to \mathbb {C} }，定義在{\displaystyle \mathbb {C} ^{*}}集合中非零複數中的一個子集合{\displaystyle U}，滿足{\displaystyle e^{\log z}=z}，針對{\displaystyle U}裡的所有{\displaystyle z}。這樣的複數函數類似實數的自然對數函數{\displaystyle \ln \colon \mathbb {R} _{>0}\to \mathbb {R} }，後者是實數指數函數的反函數，因此針對所有的正實數x，可以滿足eln x = x。複對數函數可以用有關實數值函數顯式公式來建立，用{\displaystyle 1/z}的積分，或是用解析延拓的方式建立。

沒有在整個複數域{\displaystyle \mathbb {C} ^{*}}均有定義的連續複指數函數。處理此問題的方式包括分支、相關的黎曼曲面、以及複數指數函數的部份反函數（partial inverse）。主值（principal value）定義了特定的複指數函數{\displaystyle \operatorname {Log} \colon \mathbb {C} ^{*}\to \mathbb {C} }，除了在負實數軸之外都連續。是不考慮負實數和0的複平面。這是（實數）自然對數的解析延拓。

## 書目
- Ahlfors, Lars V.  2nd. McGraw-Hill. 1966  [2024-01-13]. （原始内容存档于2024-01-13）.
- Sarason, Donald.  2nd. American Mathematical Society. 2007.